# 拉塞爾鎮區 (阿肯色州懷特縣)
拉塞爾鎮區（英語：Russell Township）是位於美國阿肯色州懷特縣的一個行政鎮區。

## 地方資料
拉塞爾鎮區的面積為45.37平方千米，當中陸地面積為44.29平方千米，而水域面積為1.08平方千米。根據2010年美國人口普查的數據，當地共有人口500人，而人口密度為每平方千米11.02人。